# Kosinová věta

Úhly v – α (u vrcholu A), β (u vrcholu B), a γ (u vrcholu C) jsou proti stranám a, b, c.

V trigonometrii je kosinová věta tvrzení o obecných trojúhelnících, které zobecňuje Pythagorovu větu. Umožňuje spočítat úhly v trojúhelníku na základě znalosti délek všech jeho tří stran (nebo vypočítat délku strany, známe-li délky dvou zbylých stran a úhel mezi nimi). Podle kosinové věty pro každý rovinný {\displaystyle \triangle ABC} se stranami {\displaystyle a,b,c} a protilehlými vnitřními úhly {\displaystyle \alpha ,\beta ,\gamma } platí:
{\displaystyle {\begin{aligned}c^{2}&=a^{2}+b^{2}-2ab\cdot \cos \gamma \\a^{2}&=b^{2}+c^{2}-2bc\cdot \cos \alpha \\b^{2}&=c^{2}+a^{2}-2ca\cdot \cos \beta \end{aligned}}}
Pythagorova věta je speciální případ kosinové věty, protože pro pravý úhel platí {\displaystyle \cos 90^{\circ }=0}, takže například pro {\displaystyle \gamma =90^{\circ }} získáme {\displaystyle c^{2}=a^{2}+b^{2}}. Alternativní větou pro obecný trojúhelník je sinová věta.

## Historie
Ačkoliv v Eukleidově době ještě nebyl znám pojem kosinus, popisují jeho Základy ze 3. století př. n. l. ranou geometrickou větu, která je téměř ekvivalentní zde popisované kosinové větě. Varianty pro tupoúhlé a ostroúhlé trojúhelníky (odpovídající zápornému a kladnému výsledku funkce kosinus) jsou řešeny samostatně v Knize druhé v částech Úloha XII a XIII. Protože goniometrické funkce a algebra (zejména záporná čísla) v Eukleidově době ještě neexistovaly, jsou tato tvrzení založena na geometrických vztazích:
Úloha XII.
V trojúhelnících tupoúhlých čtverec strany proti úhlu tupému větší jest nežli čtverce stran tupý úhel svírajících o dvojnásobný pravoúhelník sevřený jedním ramenem úhlu tupého, na něž dopadá kolmice, a vnější úsečkou při úhlu tupém, již kolmice omezuje.
Eukleidés, Eukleidovy Základy, překlad František Servít.
Výše citované Eukleidovo tvrzení lze zapsat pro tupoúhlý {\displaystyle \triangle ABC}, jenž má tupý úhel {\displaystyle \angle BAC} a z vrcholu {\displaystyle B} je vedena kolmice {\displaystyle CD} na prodlouženou stranu {\displaystyle BA}, takto:
{\displaystyle |BC|^{2}=|BA|^{2}+|AC|^{2}+2|BA||AD|}
Eukleidovy Základy připravily cestu k pozdějšímu objevu kosinové věty. V 15. století uvedl perský matematik a astronom Džamšid al-Kaši první znění kosinové věty ve formě vhodné pro moderní použití při triangulaci, k čemuž poskytl i přesné trigonometrické tabulky. V roce 2020 je ve Francii kosinová věta stále označována jako Formule d'Al-Kashi.
V západním světě zpopularizoval kosinovou větu v 16. století francouzský matematik François Viète. Na počátku 19. století umožnila moderní algebraická notace zapsat kosinovou větu v její současné symbolické podobě.

## Důkaz
Tvrzení kosinové věty lze snadno dokázat pomocí skalárního součinu.
Elementární důkaz se opírá o Pythagorovu větu a goniometrické funkce sinus a kosinus. Výpočet strany {\displaystyle a} trojúhelníku {\displaystyle ABC} je vhodné rozdělit podle velikosti daného úhlu {\displaystyle \alpha } (ostrý, pravý a tupý):
- Je-li {\displaystyle \alpha } ostrý a bod {\displaystyle P} patou výšky {\displaystyle v_{c}}, pak bod {\displaystyle P} náleží straně {\displaystyle c} (pokud ne, prohodíme označení bodů {\displaystyle B} a {\displaystyle C}). Vzdálenost paty {\displaystyle P} od bodu {\displaystyle A} označíme {\displaystyle u}. Pak podle Pythagorovy věty je

{\displaystyle a^{2}=v_{c}^{2}+(c-u)^{2}}.
Protože dále platí, že {\displaystyle u=b\cos \alpha } a {\displaystyle v_{c}=b\sin \alpha }, lze psát
{\displaystyle a^{2}=(b\cdot \sin \alpha )^{2}+(c-b\cdot \cos \alpha )^{2}},
{\displaystyle a^{2}=b^{2}\cdot \sin ^{2}\alpha +c^{2}-2bc\cdot \cos \alpha +b^{2}\cdot \cos ^{2}\alpha },
{\displaystyle a^{2}=b^{2}(\sin ^{2}\alpha +\cos ^{2}\alpha )+c^{2}-2bc\cdot \cos \alpha },
{\displaystyle a^{2}=b^{2}+c^{2}-2bc\cdot \cos \alpha }.
- Je-li {\displaystyle \alpha } pravý, pak {\displaystyle \cos \alpha =0} a podle Pythagorovy věty platí

{\displaystyle a^{2}=b^{2}+c^{2}=b^{2}+c^{2}-2bc\cdot \cos \alpha }.
- Je-li {\displaystyle \alpha } tupý a bod {\displaystyle P} patou výšky {\displaystyle v_{c}}, pak bod {\displaystyle P} leží mimo {\displaystyle c}. Vzdálenost paty {\displaystyle P} od bodu {\displaystyle A} označíme {\displaystyle u}. Pak podle Pythagorovy věty je

{\displaystyle a^{2}=v_{c}^{2}+(c+u)^{2}}.
Protože dále platí, že {\displaystyle u=b\cos(\pi -\alpha )} a {\displaystyle v_{c}=b\sin(\pi -\alpha )}, dostáváme
{\displaystyle a^{2}=(b\cdot \sin(\pi -\alpha ))^{2}+(b\cdot \cos(\pi -\alpha )+c)^{2}},
{\displaystyle a^{2}=(b\cdot \sin \alpha )^{2}+(-b\cdot \cos \alpha +c)^{2}},
{\displaystyle a^{2}=b^{2}+c^{2}-2bc\cdot \cos \alpha }.

## Kosinová věta ve sférickém trojúhelníku
Ve sférickém trojúhelníku platí kosinová věta v této podobě:
{\displaystyle {\begin{aligned}\cos a&=\cos b\cos c+\sin b\sin c\cos \alpha \\\cos b&=\cos a\cos c+\sin a\sin c\cos \beta \\\cos c&=\cos a\cos b+\sin a\sin b\cos \gamma \end{aligned}}}

Ortodroma

Tato podoba sférické kosinové věty se užívá v matematickém zeměpisu pro výpočet délky ortodromy („vzdušné“ vzdálenosti dvou míst na zemském povrchu):
{\displaystyle {\begin{aligned}\cos e&=\cos(90^{\circ }-\phi _{1})\cos(90^{\circ }-\phi _{2})+\sin(90^{\circ }-\phi _{1})\sin(90^{\circ }-\phi _{2})\cos \Delta \lambda ,\\&=\sin \phi _{1}\sin \phi _{2}+\cos \phi _{1}\cos \phi _{2}\cos \Delta \lambda ,\end{aligned}}}
kde
- {\displaystyle \phi _{1},\phi _{2}} jsou zeměpisné šířky poměřovaných míst,
- {\displaystyle \Delta \lambda } je rozdíl zeměpisných délek poměřovaných míst,
- {\displaystyle e} je ortodroma jako úhel mezi spojnicemi poměřovaných míst a středu Země.

Délku ortodromy pak lze vypočíst jako {\displaystyle d=e\cdot r}, je-li {\displaystyle e} v radiánech, resp. {\displaystyle d={\frac {2\pi e}{360}}\cdot r}, je-li {\displaystyle e} ve stupních.